# Liceo Fermín Toro
El Liceo Bolivariano de Formación Cultural Fermín Toro es una institución venezolana de educación Inicial , Primaria y Educación Media (bachillerato) fundado en 1936. Tomó su nombre del escritor venezolano Fermín Toro siendo un centro educativo de carácter público financiado por el estado venezolano.

## Ubicación e instalación
Sus instalaciones están ubicadas cerca de las Escalinatas del Calvario y de la estación el metro El Silencio, en la parroquia Catedral de Caracas.
El plantel cuenta con sala de biblioteca, sala de danza, sala de música, servicio médico odontológico, centro de informática y telemática, gimnasio, comedor y cocina además de aulas, cancha, auditorio y áreas verdes para el estudio y la distracción.
En el L.B.F.C "Fermín Toro" cuando se aprueba para 4.º año de educación diversificada se tiene que escoger entre 6 menciones las cuales son:
- Artes Escénicas
- Artes Musicales
- Artes Culinarias
- Artes Visuales y del Espacio
- Ciudadanía Ambiental
- Acervo Patrimonial

## Historia
Fundado al finalizar la dictadura de Juan Vicente Gómez, en 1936, el Liceo pasó por muchos puntos de la capital venezolana, tomando prestadas instalaciones de otras instituciones como el de la Escuela Normal Miguel Antonio Caro, hasta que se asentó finalmente en el Silencio en 1946, fue particularmente conocida por sembrar la base de la Juventud Comunista de Venezuela, al impartir clases de las obras de Marx y Lenin.
Estuvo vehemente opuesto a la dictadura del Gobierno de Marcos Pérez Jiménez. Por ello le fue asestado un duro golpe y en 1956 Pérez Jiménez firmó el decreto de su clausura luego de una multitudinaria manifestación en donde el Liceo repudió a su gobierno y solicitaba la liberación de los presos políticos. Poco después, los estudiantes del recién clausurado Liceo participaron en una serie de manifestaciones y huelgas estudiantiles en contra del plebiscito orquestado por la dictadura que pretendía perpetuar a Pérez Jiménez en el Poder. Estas huelgas estudiantiles se conocerían luego como el “Día de la Juventud”, que se celebra el 12 de febrero de cada año en el país. Se dice que estas huelgas contribuyeron en gran medida a la caída de Pérez Jiménez.
Al caer la dictadura, el Liceo abrió sus puertas el 29 de octubre de 1958, estuvo más de dos años clausurado.
Durante la década de 1960, el Liceo continuó con su popularidad de ser semillero de militantes de la izquierda venezolana y fue particular su notoriedad al apoyar la guerrilla izquierdista que operó durante ese periodo.

## Personas destacadas
De este Liceo han salido personalidades destacadas, algunos de ellos también fueron profesores luego de cursar sus carreras en las diferentes universidades del país como por ejemplo el científico José Vicente Scorza quien fue perseguido y despedido por levantar su voz contra el fraude electoral que llevó a Marcos Pérez Jiménez al poder en 1952.
- Arístides Bastidas: Periodista, educador y divulgador de la ciencia.
- Guillermo Call: Político, diputado y senador de Venezuela.
- Elio Gómez Grillo: Docente, fue miembro de la Asamblea Nacional Constituyente, encargada de la elaboración de la Constitución de la República Bolivariana de Venezuela de 1999
- José Witremundo Torrealba: Profesor, investigador, Catedrático de Parasitología de la Universidad de Carabobo.
- Ibsen Martínez, dramaturgo, escritor y ensayista.[5]
- Ilich Ramírez Sánchez: Conocido como Carlos El Chacal Ex terrorista miembro de la Organización para la Liberación de Palestina (OLP) detenido en Francia.
- Faustino Rodríguez Bauza: Escritor, periodista y docente
- Alonso Gamero Reyes: Escritor, poeta, investigador, fue asesor de la Universidad de Los Andes para la creación del Centro y de la Facultad de Ciencias; integró las comisiones organizadoras de la Universidad Nacional Abierta y de la Universidad Nacional Experimental Francisco de Miranda. Desde 1980 el Instituto Universitario Tecnológico de Coro lleva su nombre.[6]
- Sofía Ímber: periodista y fundadora del Museo de Arte Contemporáneo de Caracas.[7]
- Rubén Monasterios, autor y columnista